# Alexis Loret
Pour les articles homonymes, voir Loret.
Alexis Loret, né le 10 janvier 1975 à Saint-Lô dans la Manche, est un acteur français.

## Biographie
Alexis Loret a des parents enseignants et est l'aîné d'une fratrie de trois enfants[réf. nécessaire].
Pendant qu'il termine sa formation de designer à l'École Olivier de Serres de Paris, il fait quelques extras en qualité de mannequin, ce qui lui permet d'être remarqué par André Téchiné qui lui propose d'incarner Martin dans Alice et Martin aux côtés de Juliette Binoche. Il joue ensuite dans les films d'Eugène Green, notamment Toutes les nuits et Le Pont des Arts.
Il dit apprécier jouer à la fois pour le cinéma et la télévision, des films d’auteur ou des séries : différentes occasions de toucher des publics différents et de changer d'univers.

### Vie privée
Alexis Loret est père de deux garçons (le premier né en 2006, le deuxième est né en 2008). Il vit à Rennes avec sa femme, qu’il a épousée en 2005.

## Filmographie

### Cinéma
- 1998 : Alice et Martin d'André Téchiné : Martin Sauvagnac
- 2000 : Sans plomb de Muriel Teodori
- 2000 : Le Jour de grâce (court métrage) de Jérôme Salle
- 2001 : G@mer (Gamer) de Patrick Levy : Luc
- 2001 : Backstage (court métrage) de Camille Vidal-Naquet
- 2001 : Les Visiteurs en Amérique de Jean-Marie Poiré : François Lecombier
- 2001 : Toutes les nuits d'Eugène Green
- 2002 : Le Nom du feu (court-métrage) d'Eugène Green
- 2003 : Le Monde vivant d'Eugène Green
- 2003 : Brocéliande de Doug Headline
- 2004 : Mariages ! de Valérie Guignabodet
- 2004 : Le Soleil assassiné de Abdelkrim Bahloul
- 2004 : Le Pont des Arts d'Eugène Green
- 2005 : Marseille d'Angela Schanelec
- 2007 : U.V. de Gilles Paquet-Brenner
- 2007 : L'Année suivante d'Isabelle Czajka
- 2010 : Fracture (court métrage) de Nicolas Sarkissian
- 2011 : Impardonnables d'André Téchiné
- 2011 : Les Racines du ciel (court métrage) de Michael Viger
- 2013 : J'aurais voulu que tu sois là de Geoffroi Heissler (court métrage) : la mère d'Armand
- 2014 : Par acquit de conscience de Maxime Chattam (court-métrage) : Pierre[4]
- 2014 : Mon amie Victoria de Jean-Paul Civeyrac : Édouard
- 2014 : Qui vive de Marianne Tardieu : l'enquêteur
- 2015 : En équilibre de Denis Dercourt : le mari de Séverine
- 2016 : Quand on a 17 ans d'André Téchiné : le père de Damien
- 2020 : Stelo de Pierre-Alphonse Hamann (court-métrage)[5],[6]
- 2023 : Les Âmes sœurs d'André Téchiné : Docteur Fanch-Tanguy

### Télévision
- 1995 : La Philo selon Philippe de Jean-Luc Azoulay : Serge Frémicourt
- 1999 : Louis la Brocante épisode Louis et le double jeu : Ulysse réalisé par Michel Favart
- 2000 : Les Déracinés de Jacques Renard
- 2001 : L'Algérie des chimères de François Luciani
- 2002 : Nestor Burma épisode Concurrences déloyales réalisé par Jacob Berger
- 2004 : Pierre et Jean de Daniel Janneau
- 2006 : Mademoiselle Gigi de Caroline Huppert
- 2006 : Sartre, l'âge des passions de Claude Goretta (2006)
- 2006 : Sœur Thérèse.com, épisode Meurtres en sous sol réalisé par Christophe Douchand
- 2008 : Mitterrand à Vichy de Serge Moati : Jean Védrine
- 2009 : Ligne de feu de Stéphane Kaminka
- 2010 : George et Fanchette de Jean-Daniel Verhaeghe
- 2012 : Le Désert de l'amour de Jean-Daniel Verhaeghe
- 2012 : Médecin-chef à la Santé d'Yves Rénier
- 2013 : La Croisière de Pascal Lahmani (série télévisée) : père Kévin
- 2013 : Une femme dans la Révolution de Jean-Daniel Verhaeghe : Camille Desmoulins
- 2014 : Au nom des fils de Christian Faure
- 2015 : Camping Paradis (épisode Carnaval au camping) : Vincent
- 2015 : Section de recherches (épisode Prise au piège) : Michaël Varez
- 2015 : Contact, série TV de Frédéric Berthe : Éric Adam
- 2016 : L'Île aux femmes d'Éric Duret : Jérémie
- 2017 : Le Sang des Îles d'Or de Claude-Michel Rome : Emmanuel Goetz
- 2017 : Les Crimes silencieux de Frédéric Berthe : Luc
- 2017 : Transferts d'Olivier Guignard et Antoine Charreyron : Florian Bassot
- 2018 : Les Innocents de Frédéric Berthe : Stéphane Siquelande
- 2018 : Les Fantômes du Havre de Thierry Binisti : William Turner
- 2018 : Un bébé pour Noël d'Éric Summer : Olivier
- 2019 : Commissaire Magellan, épisode Espèces protégées réalisé par Étienne Dhaene
- 2019 : Meurtres à Belle-Île de Marwen Abdallah : Julien Dubreuil
- 2020 : H24, série télévisée d'Octave Raspail et Nicolas Herdt : Antoine
- 2020 : Alexandra Ehle, épisode La Peste : Luc
- 2020 : Commissaire Magellan, épisode Frères d'armes : Stan
- 2021 : Skam, saison 7 : Constantin Prigent
- 2021 : Mongeville, épisode Les Ficelles du métier : Daniel Navarre
- 2021 : Jugée coupable : Éric Battaglia
- 2022 : L'Amour (presque) parfait de Pascale Pouzadoux : Hervé
- 2022 : La Vie devant (mini-série) : Diego
- 2023 : Tout cela je te le donnerai, mini-série de Nicolas Guicheteau : Aymeric Fabre
- 2024 : Léo Matteï, Brigade des mineurs, épisode Le Mensonge : Franck Lemonnier
- 2024 : Le négociateur, épisode Jamais sans mes vaches : Vincent Cholet
- 2025 : Erica, épisode La princesse des glaces : Benoit
- 2025 : Enquête en famille, mini-série de Dominique Farrugia, épisode 2 : Gérard Fourniquet

## Distinctions
- 2001 : Prix d'interprétation du Festival du Film court en Plein air de Grenoble[7]
- 2013 : Prix d'interprétation masculine du Festival de Hyères Les Palmiers pour J’aurais Voulu que tu Sois Là (court-métrage)[8],[9]